# Víctor Ullate

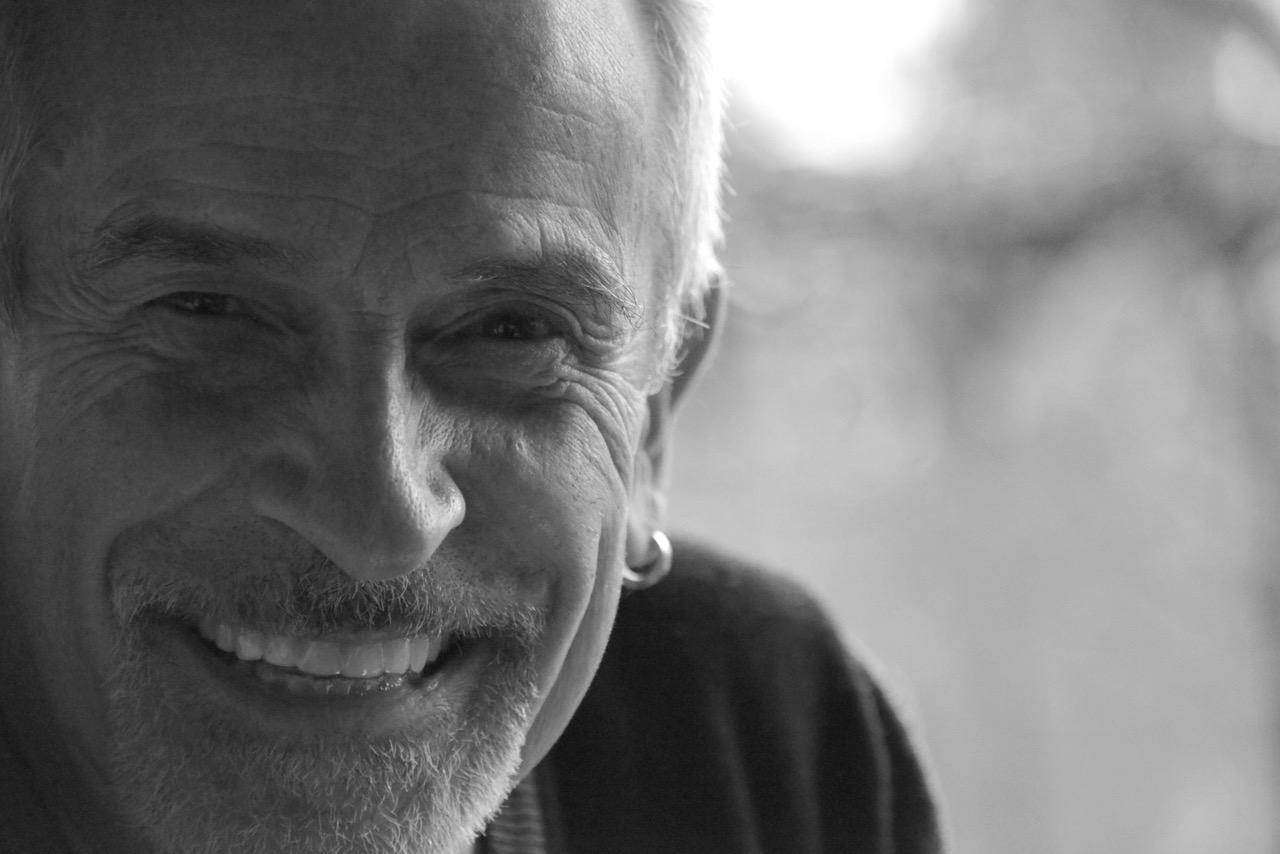
Víctor Ullate (2020)

Víctor Ullate (* 9. Mai 1947 in Saragossa) ist ein spanischer Tänzer, Choreograph, Ballettdirektor und Pädagoge.

## Tänzer
Víctor Ullate studierte klassischen Tanz bei María de Avila und an der École Supérieure de Danse Rosella Hightower in Cannes. Seine professionelle Laufbahn begann er 1962 im Alter von fünfzehn Jahren in der Compagnie von Antonio Ruiz Soler.
Drei Jahre später wurde er von Maurice Béjart in dessen Ballet du XXième Siècle verpflichtet. In den vierzehn Jahren der Zusammenarbeit schuf Béjart etliche Rollen für ihn unter anderem Ni fleurs, ni couronnes (1967), Offrande chorégraphique (1970), Nijinsky, Clown de Dieu (1971), Golestan (1973), I trionfi di Petrarca (1974). In Maurice Béjarts Gaîté parisienne (1978), ein autobiographisches Ballett, verkörperte er die Rolle von Béjart.

## Choreograph und Ballettdirektor
1979 beauftragte ihn die spanische Regierung, die erste klassische Ballettcompagnie des Landes zu gründen, die heutige Compañía Nacional de Danza. Vier Jahre lang blieb er deren künstlerischer Leiter. Um für den fehlenden Nachwuchs zu sorgen, eröffnete er 1983 seine erste eigene Schule, das Centro de Danza Víctor Ullate. 1988 gründete er mit Unterstützung des Kulturministeriums das Víctor Ullate Ballet, dessen Leiter er bis 2019, mehr als 30 Jahre lang blieb.
Für sein Publikum brachte er Werke von George Balanchine, Maurice Béjart, Hans van Manen, Nils Christe, Jan Linkens und Micha van Hoecke auf die Bühne, erarbeitete Klassiker des Repertoires, darunter Les Sylphides, Giselle (nach Jules Perrot) und Don Quixote (nach Marius Petipa und Alexander A. Gorski), und brachte mehr als 40 eigene Choreographien zur Uraufführung, zumeist mit seiner eigenen Compagnie: El Amor Brujo (1994), Ven Que Te Tiente (1996), Jaleos (1996), Seguiriya (2000),  La Inteligencia de Las Flores (2001), El sur (2005), Samsara (2006), Wonderland (2010), Carmen (2017), zuletzt Antigona (2019, gemeinsam mit dem Choreographen Eduardo Lao). Seine Arbeiten beruhen auf einer Verbindung von klassischem und neoklassischem Tanz mit Flamenco und Escuela Bolera, indem er traditionelle spanische Musik und klassische Musik verwendet.

## Pädagoge
Seine Bemühungen um die individuelle Förderung und brillanten technischen Könnens sind von den Erfolgen so bekannter Persönlichkeiten wie Angel Corella, Lucía Lacarra, Carlos López, Joaquín De Luz, Tamara Rojo, Igor Yebra und Itziar Mendizabal gekrönt. Mit dem Ziel, Talenten ohne finanzielle Ressourcen eine universelle Ausbildung für den Tänzerberuf zu ermöglichen und das klassische Ballett in all seinen Ausdrucksformen in Spanien voranzubringen, gründete er im Jahr 2000 eine Stiftung.

## Ehrungen
Víctor Ullate wurde vielfach ausgezeichnet, darunter mit:
- 1989 Premio Nacional de Danza.[14]
- 1996 Goldmedaille für Verdienste um die Schönen Künste.[14]
- 2003 Premio de Cultura der Stadt Madrid.[14]
- 2008 Premio Max für Darstellende Kunst.[14]
- 2013 Gran Cruz de la Orden del Dos de Mayo der Stadt Madrid.[15]
- 2014 Ehrenmitglied der Akademie für Darstellende Kunst.[7]
- 2016 Medalla de Oro al Mérito en el Trabajo.[16]
- 2024 Medalla al Mérito Cultural de Aragón[17]